# Kevin Gutiérrez
Pour les articles homonymes, voir Gutiérrez.
Kevin Gutiérrez est un footballeur mexicain né le 1er mars 1995 à Tuxtla dans l'État du Chiapas. Il évolue au poste de défenseur au Querétaro FC.

## Biographie
Avec la sélection mexicaine, il remporte le championnat de la CONCACAF des moins de 20 ans en 2015. Il joue ensuite la Coupe du monde des moins de 20 ans 2015 organisée en Nouvelle-Zélande. Lors du mondial, il joue trois matchs, et inscrit un but face à l'équipe d'Uruguay.

## Carrière
- 2012-2013 : Chiapas FC ( Mexique)
- 2013-201. : Querétaro FC ( Mexique)[3]

## Palmarès

### En sélection
- Vainqueur du championnat de la CONCACAF des moins de 20 ans en 2015 avec l'équipe du Mexique